# بلدرچین بوته‌ای پازرد
 بلدرچین بوته‌ای پازرد (نام علمی: Turnix tanki) نام یک گونه از تیره بلدرچین بوته‌ای است.